# مزحة برزحة (مسلسل)
مزحة برزحة مسلسل سعودي بدأ عرضه في 1 رمضان 1431 هـ الموافق 11 أغسطس 2010م.

## القصة
يعرض عدة مواقف اجتماعية وكوميدية لعائلة من زوج وزوجته وأولادهما، بالإضافة إلى الأسر المقربة لهذه العائلة بحيث تتداخل معها بالأحداث، ومن ضمن المواضيع التي ناقشها المسلسل.. مشاكل زواج المسيار وزواج المصلحة وتأثير البطالة على الأسرة وكذلك عرضت عدد من المشاكل الزوجية من ضمنها الشك والغيرة وتأثير الألعاب الزوجية ومشـاكل الخدم واللجوء إلى المشعوذين لحل المشاكل العائلية. وكذلك عرضت عدد من المواضيع الأخرى غير الاجتماعية ومن ضمنها القنوات الشعبية والبحث عن الوظائف والتعداد وتأخر الرحلات الجوية وغيرهـا.

## بطولة
- محمد العيسى
- ليلى السلمان
- سلطان النفيسي
- عبدالعزيز المبدل
- علي السبع
- لطيفة المجرن
- عبدالرحمن الخطيب
- شيماء سبت
- زارا البلوشي
- عبد الله السناني
- أغادير السعيد
- عبدالعزيز السكيرين
- ريم عبد الله
- روان العامر
- طاهر بخش
- أسماء الحسن
- ماجد الفايز